# Chablais

O brasão da Casa de Saboia

O Chablais é uma antiga província do Ducado de Saboia que tinha por  capital  Thonon-les-Bains. 

Esta região está hoje dividida em três territórios de dois países;
- o Chablais Saboiardo, de Saboia, e integrado hoje ao departamento da Alta Saboia,  França e
- o Chablais Valaisano e  o Chablais  Vaudois, respectivamente nos cantões do  Valais  e de  Vaud .

## Etimologia
O nome deriva do latim clássico caput lacus - mas caput laci num texto de  826 - e  designava todo o território que se estendia sobre as duas margens do Rio Ródano entre Évian-les-Bains  França e Vevey  Suíça  e era chamado "cume" ou "cabeça do lago".
O  brasão actual do departamento francês da Alta Saboia é o brasão do Ducado de Saboia.

## História
O território que é subordinado num primeiro tempo à Abadia de São Maurício, passa sobre o controlo da Casa de Saboia quando Humbert aux Blanches-Mains se torna conde do Chablais em 1032. Torna-se bailiado no século XIII com centro em  Chillon.
Uma parte foi conquistada em  1475 por Berna e formou a o governo de "Aigle"  o actual Chablais  Vaudois. O Rio Dranse servia de fronteira entre o bailiado bernois de Thonon e os governos Valaisanos de  Évian. O  duque Emmanuel-Philibert, tenta recuperar parte do País de Vaud baseando-se numa na ordem de restituição intimada a Berna pela Dieta Imperial de 1542. Isolada diplomaticamente, Berna em que dar Gex e o Chablais pelo Tratado de Lausana de 1564. O Tratado de Thonon de 1569 entre o Valais e a Saboia faz recuar as fronteiras Valaisano (do Valais). Em 1589 a guerra recomeça entre Genebra e a Saboia. Os genebrinos e os Suíços tomam Thonon. A paz de 1593 abre as vias à reconquista católica do Chablais Ocidental .

## França
O Chablais fez parte do Departamento francês do Monte Branco (1792/98), e depois do  Lemano (1798-1813). Em 1814, diante a recusa de Luis XVIII de ceder umas comunas do País de Gex, falou-se, para desencravar Genebra, de a ligar ao Valais por uma longa faixa de terreno do lado Sul do Lago Lemano; o Segundo tratado de Paris de 1815 ao atribuir Versoix a Genebra resolve o problema. .

## Suíça
Em 1859, o Departamento federal Suíço, devido ao perigo que via na divisão da Saboia a França, reclamou o Chablais e a província do Faucigny. Pensou-se criar um novo cantão suíço mas a França replicou prometendo uma alargada zona franca a englobar toda a Saboia do Norte. A partir desse momento a história do Chablais confunde-se com a da Saboia .